# Janovické rudohoří
Janovické rudohoří (polsky Rudawy Janowickie, německy Landeshuter Kamm) je nejvýchodnější pohoří Krkonošské oblasti. Nachází se v polském Dolním Slezsku. Spojují Krkonoše na jihu s Kačavskými horami na severu a oddělují Jelenohorskou kotlinu od Lubawské brány. Z východu a ze severu je velkým obloukem obtéká řeka Bobr.

## Název
Před 2. světovou válkou patřilo Dolní Slezsko k Německu a německý název pohoří odkazoval na obec Landeshut in Schlesien, dnešní Kamenná Hora jihovýchodně od hor. Polský název zase odkazuje na obec Velké Janovice severně od hor. Název rudohoří pak odráží staleté dolování kovových rud (zlato, olovo, měď, arzén).

## Geografie

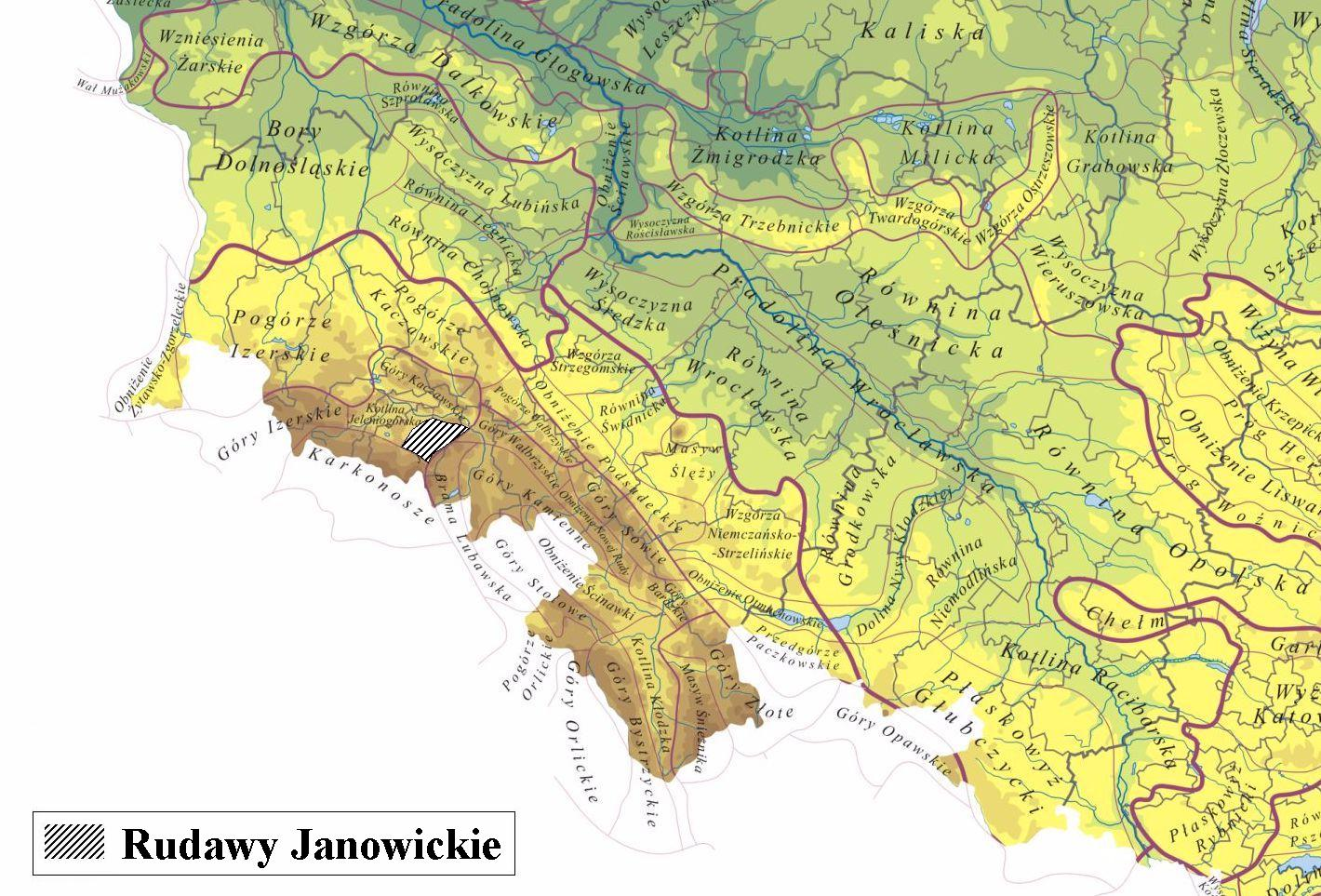
Janovické rudohoří v rámci geomorfologického členění Polska

Hlavní hřeben se táhne v délce 16 km severojižním směrem od Velkých Janovic na severu až po Przełęcz Kowarska (727 m), průsmyk, který odděluje rudohoří od Krkonoš. Przełęcz Rudawska (740 m) dělí hlavní hřeben na severní a jižní část. Nejvyšším vrcholem je Skalnik (945 m) v jižní části, na severu jsou to Dzicza Góra (891 m) a Wołek (878 m). Do stran se rozbíhá několik bočních hřebenů, z nichž nejdůležitější je ten severozápadní, který se též nazývá Sokole Góry (Sokolí hory). Od zbytku pohoří je oddělen hluboce zaříznutým průsmykem Karpnicka Przełęcz (475 m). Nejvýraznějšími vrcholy Sokolích hor jsou Krzyżna Góra (654 m) a Sokolik (642 m), které tvoří téměř symetrickou dvojici, viditelnou z celé Jelenohorské kotliny.

## Pozoruhodnosti

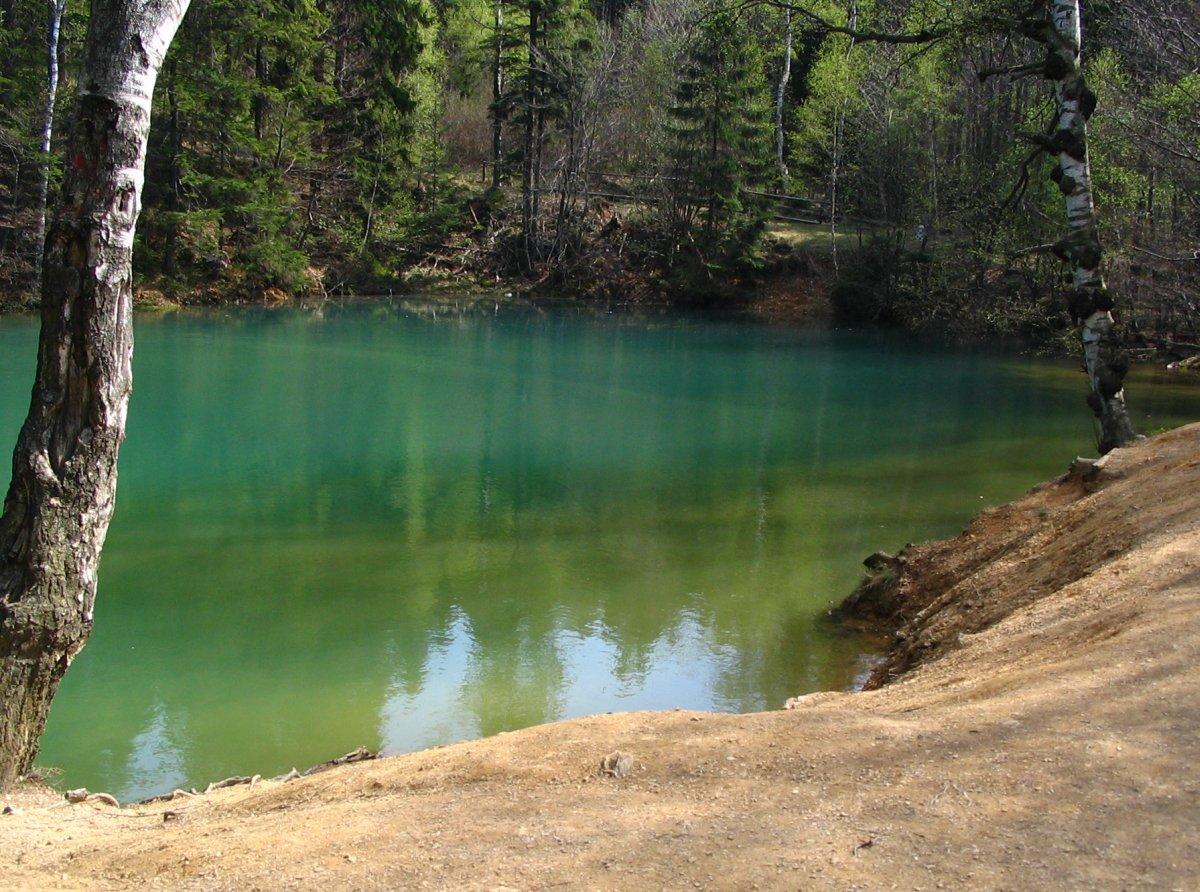
Azurová jezírka Kolorowe Jeziorka

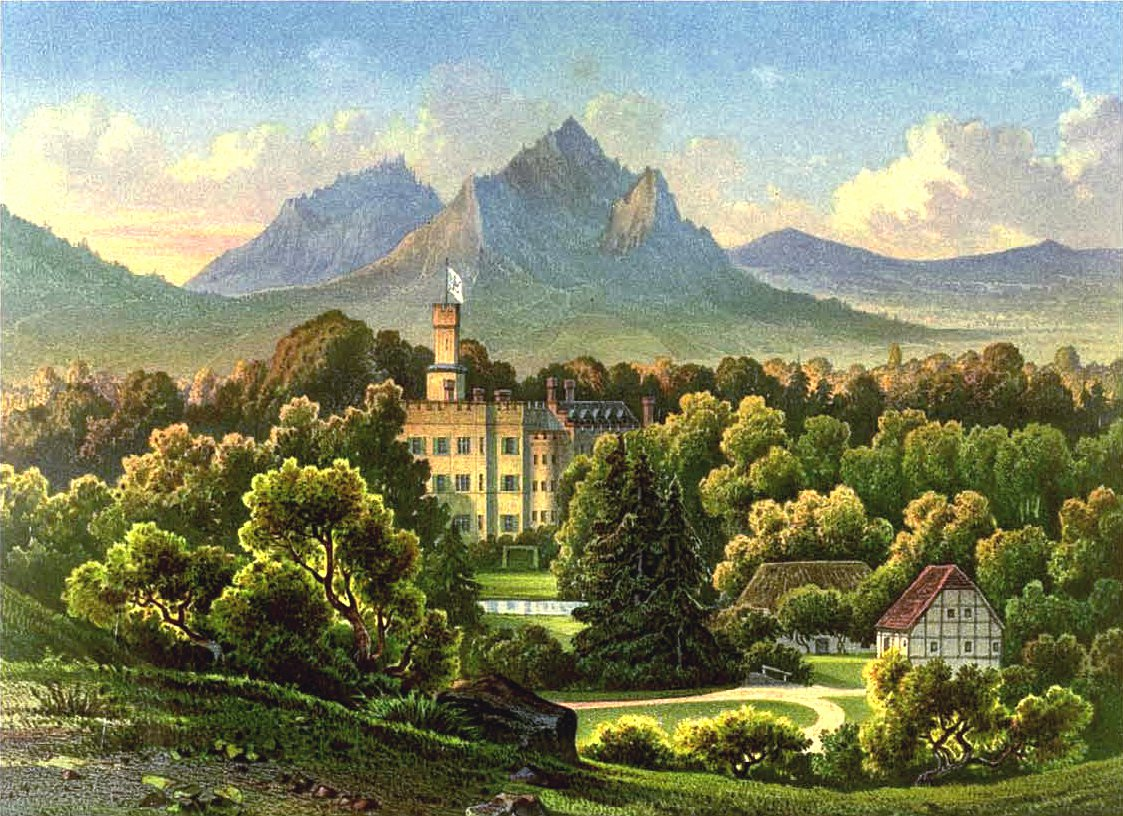
Karpniki a hory dvojčata – někdejší zemské sídlo pruských králů

V roce 1989 byl založen Rudawski Park Krajobrazowy (Rudavský přírodní park) o rozloze 88 km². Od té doby je téměř celé pohoří chráněné.
Zejména na severu v malebných Sokolích horách jsou k vidění dramatické, až 60 m vysoké skály a skalní útvary. Mezi nejznámější patří Most Skalny (skalní most), Skalne Bramy (skalní brány) a Starościńskie Skały. Janovické rudohoří je po Vysokých Tatrách druhý nejoblíbenější horolezecký terén v Polsku. Na východě pohoří u obce Wieściszowice se nacházejí Kolorowe Jeziorka (barevná jezírka) – tři jezera, která vznikla propadem starých důlních šachet. Kysličníky kovů způsobují purpurové, zelené a azurové zabarvení vody. V rudohoří stojí nejstarší horská bouda Sudet, Szwajcarka (původně německy Schweizerei) z roku 1823. V horách je velmi hustá síť značených cest. Vrcholy a průsmyky nabízejí jedny z nejhezčích výhledů na Krkonoše na jihozápadě a Góry Wałbrzyskie na východě.
Další zajímavostí je Stary Trakt Kamiennogórski, stará zemská cesta (uzavřená pro motorová vozidla) přes Przełęcz pod Bobrzakiem (805 m) v jižním hřebeni, která byla vybudována v roce 1778 a zůstala dodnes v původním stavu. Kdysi po ní jezdily poštovní dostavníky z Vratislavi přes Svídnici do Jelení Hory. Nejznámější obcí rudohoří jsou Karpniki (dříve německy Fischbach) na západním výběžku Sokolích hor, kde se nachází bývalá letní rezidence pruských králů.